# Derek Johnstone
Derek Johnstone (4 de novembro de 1953) é um ex-futebolista escocês.

## Carreira
Derek Johnstone competiu na Copa do Mundo FIFA de 1978, sediada na Argentina, na qual a seleção de seu país terminou na 11º colocação dentre os 16 participantes.